# New Zealand Industrial Exhibition

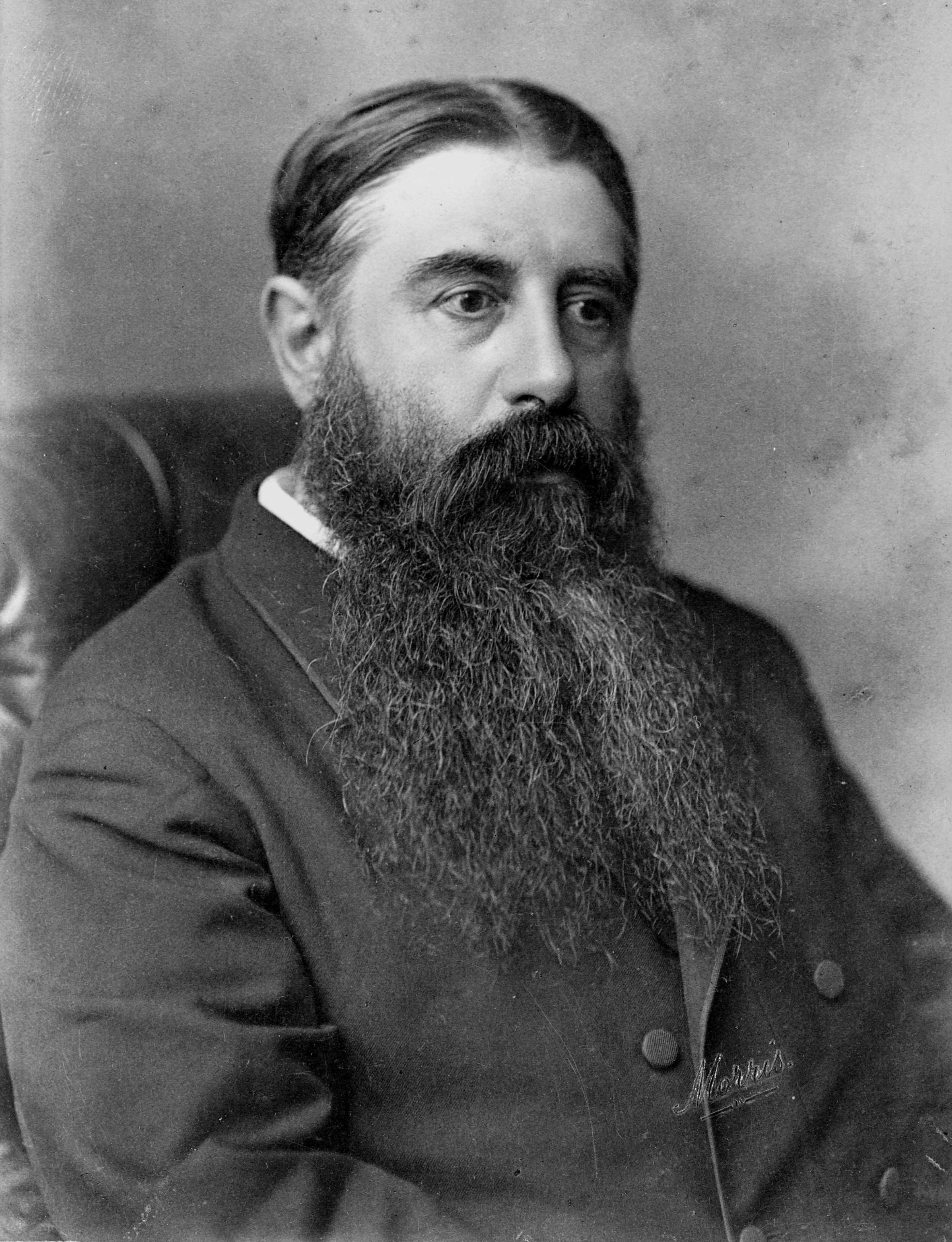
Julius Vogel

New Zealand Industrial Exhibition var en industriutställning som hölls i stora Industrial Exhibition Building i Wellington, mellan Lambton Quay och Stout Street  1885. Den organiserades av Julius Vogel för att visa den nyzeeländska industrins framgångar, och locka utländska investerare samt stärka den nyzeeländska självkänslan.

## Invigning
Utställningen invigdes av William Jervois, (Nya Zeelands generalguvernör, den 1 augusti 1885, med borgmästarna i Auckland (William Waddel), Christchurch (Charles Hulbert) och Wellington (George Fisher) närvarande.

## Utställningen
Bland huvudattraktionerna fanns en exercishall, som användes som konserthus med en orgel som lånats från Jenkins i Christchurch.
Vid St George's Hall ställdes målningar, ritningar och fotografier ut. En tävling i vattenfärgsmålning vanns av  John Gully med Western Coast of Tasman Bay.

### Fotnoter
1. 1 2 3 4  ”Papers Past — Te Aroha News — 8 Hereturikōkā 1885  — THE EXHIBITION AT WELLINGTON.  (BY TELEGRAPH.—"STAR" REPORTER.)”. http://www.paperspast.natlib.govt.nz/cgi-bin/paperspast?a=d&d=TAN18850808.2.12&cl=CL1.TAN&l=mi&e=-------10--8901-byDA---0fantham--. Läst 26 april 2012.
2. 1 2 3  ”The 1885 New Zealand Industrial Exhibition - Collections Online - Museum of New Zealand Te Papa Tongarewa”. http://collections.tepapa.govt.nz/theme.aspx?irn=864. Läst 26 april 2012.
3. ↑  ”John Gully biography”. Arkiverad från originalet den 27 april 2012. https://web.archive.org/web/20120427124701/http://thesuter.org.nz/collection/johngully1819-1888.aspx. Läst 26 april 2012.